# Gotha G.VII
El Gotha G.VII (también conocido como GL.VII) fue un bombardero producido en Alemania durante los meses finales de la Primera Guerra Mundial.

## Diseño y desarrollo
Con la campaña de bombardeo estratégico acabada, se pretendía que fuera un bombardero táctico de alta velocidad con una capacidad secundaria de reconocimiento. Era un diseño de biplano convencional de dos vanos con motores en configuración tractora, y con un empenaje convencional con aletas y timones gemelos. El puesto del tripulante bombardero en el morro del avión presente en los diseños anteriores de Gotha fue retirado, siendo el morro muy truncado y disponiendo de un cono muy aerodinámico. Esto permitía que los motores fueran instalados más interiormente que en los diseños previos, acercándolos a la línea central de avión y, con ello, minimizando los efectos del empuje asimétrico en el caso de un fallo de motor. Las góndolas motoras también presentaban una cuidada aerodinámica.
El Idflieg encargó alrededor de 250 de estos aviones; 50 a Gotha, 50 a LVG y 150 a Aviatik. Al menos algunos aparatos de LVG y Aviatik habían sido terminados antes del Armisticio, con unos pocos entrando en servicio. Un G.VII sobrevivió a la guerra para entrar en servicio brevemente con la Fuerza Aérea ucraniana, antes de ser confiscado por Checoslovaquia y usado por su Fuerza Aérea por poco tiempo.

## Operadores
Imperio Alemán
- Luftstreitkrafte

 Imperio austrohúngaro
- Luftfahrtruppen

 Checoslovaquia
- Fuerza Aérea checoslovaca: un avión confiscado a la Fuerza Aérea ucraniana.

 Ucrania
- Fuerza Aérea ucraniana: un avión.

## Especificaciones (G.VII de producción)
Referencia datos: German Aircraft of the First World War

### Características generales
- Tripulación: Tres
- Longitud: 9,6 m (31,6 ft)
- Envergadura: 19,3 m (63,2 ft)
- Altura: 3,5 m (11,5 ft)
- Superficie alar: 63,8 m² (686,8 ft²)
- Peso vacío: 2419 kg (5331,5 lb)
- Peso cargado: 3139 kg (6918,4 lb)
- Planta motriz: 2× motor lineal de 8 cilindros refrigerado por líquido Mercedes D.IVa.
  - Potencia: 194 kW (267 HP; 264 CV) cada uno.
- Hélices: 1× bipala de paso fijo por motor.

### Rendimiento
- Velocidad máxima operativa (Vno): 180 km/h (112 MPH; 97 kt)
- Alcance: 540 km (292 nmi; 336 mi) (3 horas)
- Techo de vuelo: 7000 m (22 966 ft)
- Régimen de ascenso: 2,6 m/s (518 ft/min)
- Tiempo a altitud: 38 min para 6000 m (19 680 pies)

### Armamento
- Ametralladoras: 

  - 1x Parabellum MG 14 de 7,92 mm en montaje de aro dorsal

## Aeronaves relacionadas

### Desarrollos relacionados
- Gotha G.V
- Gotha G.VI
- Gotha G.VIII

### Aeronaves similares
- Airco DH.10 Amiens

### Secuencias de designación
- Secuencia G._ (bombarderos biplano bimotor armados del Idflieg, para Gotha): ← G.IV - G.V - G.VI - G.VII - G.VIII - G.IX - G.X
- Secuencia GL._ (aviones rápidos bimotor del Idflieg, para Gotha): GL.VII - GL.VIII